# Morderstwo (film 1957)
Morderstwo – etiuda filmowa zrealizowana w 1957 roku przez Romana Polańskiego. Był to pierwszy film zrealizowany przez Polańskiego w Łódzkiej Szkole Filmowej. 90 sekundowa etiuda została zrealizowana w trzech ujęciach. Przedstawia postać w ciemnym płaszczu, która wchodzi do pokoju i zabija nożem śpiącego mężczyznę.